# 古澤侑
古澤 侑（ふるさわ ゆう、- 2008年11月12日）は、日本舞踊家。地歌舞古澤流宗家初代家元。品の良さとはんなりとした独特の味わいが評価され、大阪府民劇場賞、大阪芸術祭本賞、同奨励賞、京都伝統芸能賞、京都芸術祭賞を受賞した。「雪」「黒髪」｢竹の縁」を始めとする多くの古典曲や新作「海士」「呉服（くれは）」などの振り付けを残している。

## 経歴
- 1930年 叔母（山村流師範）に舞の手ほどきを受け始める。
- 1955年 御殿舞松本流に入門
- 1979年 兵庫県文化使節団としてミラノ・パリ・マドリッドに派遣される。
- 1980年 台北国営放送局、香港シティホールに招聘公演。
- 1982年 地歌舞古澤流創流。
- 1983年 兵庫県文化使節団として中国派遣公演。
- 1983年 兵庫県文化使節団としてニース派遣公演。
- 1985年 奈良県飛鳥寺に扇塚建立。
- 1998年 ニューヨークカーネギー・ホールにて公演。
- 2007年 舞台活動を引退。
- 2008年 家元を引退。
- 2008年11月12日 死去。